# Crotalus catalinensis
Crotalus catalinensis este o specie de șerpi din genul Crotalus, familia Viperidae, descrisă de Cliff 1954. A fost clasificată de IUCN ca specie pe cale de dispariție (stare critică). Conform Catalogue of Life specia Crotalus catalinensis nu are subspecii cunoscute.